# 391 Інґеборґ
391 Інґеборґ (391 Ingeborg) — астероїд, що перетинає орбіту Марса, відкритий 1 листопада 1894 року Максом Вольфом у Гейдельберзі.